# Zoroastrismo
El zoroastrismo o mazdeísmo, por el nombre de su fundador e iniciador, es la denominación de la religión que, derivada de una religión anterior denominada mazdeísmo (devoción a Ahura Mazda), se funda en las enseñanzas del profeta y reformador Zoroastro (Zarathustra), que reconocen como divinidad a Ahura Mazda, considerado por Zoroastro como el único creador increado de todo. El Supremo, y el Absoluto.

## Terminología
El término zoroastrismo es una construcción moderna que, según el Diccionario Oxford, apareció en primer lugar en 1874 en Principios de filología comparada de Archibald Sayce. La primera referencia a Zoroastro en Occidente es atribuida a Thomas Browne, que brevemente se refiere a él en su libro Religio Medici (1642).
El término mazdeísmo probablemente derive de Mazdayasna, una expresión compuesta del avéstico que combina el último elemento del nombre Ahura Mazda y la palabra avéstica yasna, la cual significa devoción. El rey persa Ciro el Grande era seguidor de esa religión.

## Historia
En sus orígenes, el zoroastrismo se presenta como una reforma de la religión practicada por tribus de lengua iraní que se instalaron en el Turquestán occidental entre el I y II milenio a. C. Estas tribus estaban estrechamente ligadas con los indoarios, los que aportaron el sánscrito y todas sus lenguas derivadas en la India del Norte, a partir del año 1700 a. C. Estos pueblos constituyen a la familia indoaria.
La comparación del zoroastrismo y la filosofía persa con la religión Hinduista
y filosofía india es útil para comprender su nacimiento. Estas dos religiones tenían un dios llamado Mitra por los indios y Mithra por los iranios, que significan el sol o el dios del sol.
Evolucionó de manera muy divergente en estos dos pueblos. Entre los indios, según François Cornillot, especialista del Rig-veda y del Avesta, el Mitra original se escindió en tres dioses, Mitra, Ariamán y Váruna. Entre los iranios, este dios guardó en cambio su unidad. Dios soberano, era el hijo de Ahura Mazda, que parece haber sido el Cielo.
Los zoroástricos se esforzaron por eliminar el culto de Mitra en provecho del de Ahura Mazda, justificando el nombre de mazdeísmo dado a veces a su religión. La Persia antigua, bajo la dinastía de los aqueménidas, no era verdaderamente mazdeísta: veneraba tanto a Mitra como Ahura Mazda. Los griegos consideraban a este último como equivalente a Zeus, su dios celeste.

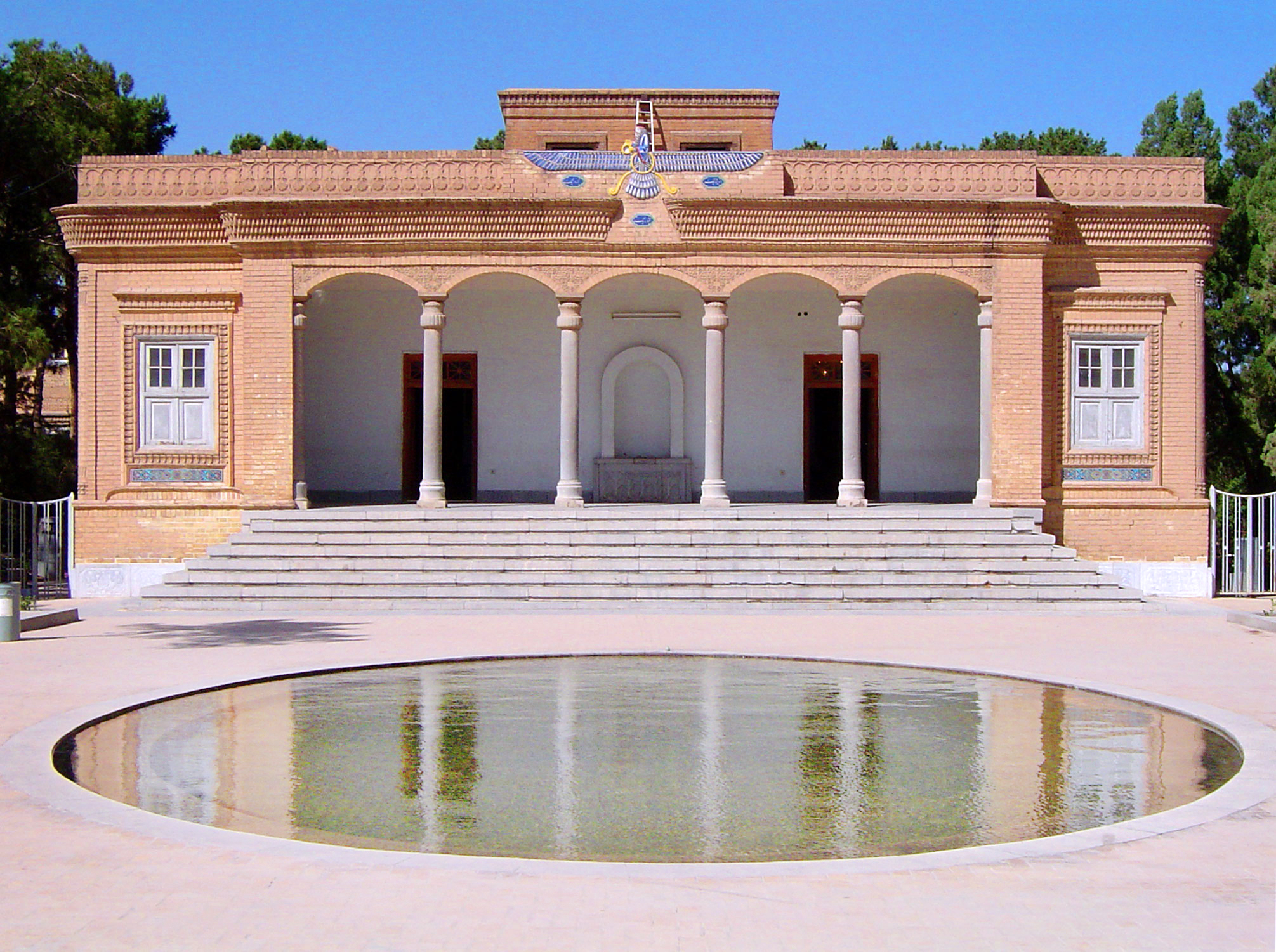
Yazd Atash Behram.

Según Heródoto (I, 131), la costumbre de los persas «es subir sobre las montañas más altas para ofrecerle sacrificios a Zeus, y dan su nombre a toda la extensión del cielo». Heródoto en Los nueve libros de la historia incluye una descripción de la sociedad iraní, que posee algunos elementos reconocibles del zoroastrismo, incluida la exposición de los muertos. Según Heródoto (I-101), los magos eran una de las seis tribus de la Media. Parecen ser la casta sacerdotal de la hoy conocida como zurvanismo, rama del zoroastrismo que adoraba a Zurvan como la deidad mayor; y que tenía una gran influencia en la corte de los emperadores medos.
En cuanto a Mithra, estaba estrechamente emparentado con el Sol.
Hay que observar que el término ahura era también conocido por los indios, que lo pronunciaban asura. Son los iranios quienes transformaron la "s" original en una "h". En los pasajes más antiguos del Rig-veda (el texto más antiguo de la India, de mediados del II milenio a. C.), la palabra asura representa al Ser supremo, como entre los iranios. Más tarde, cambiando de sentido, se aplicó a los antidioses, los demonios.
El culto de sauma era común entre los indios y los iranios. Este término se convirtió en soma para los primeros y en haoma para los segundos. Esta bebida alucinógena puede haber sido hecha con efedra. Pensando que les permitía a los dioses conservar su inmortalidad, se la ofrecían en sus sacrificios. Los propios participantes la bebían y accedían al mundo divino, a una inmortalidad provisional. En wakhí (una lengua irania hablada al este de Afganistán), la efedra es llamada yimïk, término que podría provenir de *haumaka. Según el Rig-veda, el elemento de base del soma podría haber sido una seta, una sustitución que se explica por el hecho de que en la India no hay efedra.
En el actual Turkmenistán meridional (antigua Margiana), el arqueólogo ruso Viktor Sarianidi buscó las ruinas de un edificio llamado Togolok-21. Se trataba de un templo donde se practicaba el culto del fuego y donde se preparaba el haoma. Este edificio formaba parte de una cultura bactro-margiana (Margu), fechada del 2200 al 1700 a. C., que se extendía al este hasta la Bactriana, a lo largo del curso del Amu-Daria.
Sobre todo el territorio de esta cultura, se encuentran amuletos con representaciones de lucha entre serpientes y dragones que tenían una actitud claramente agresiva, con ojos enormes y una boca grande abierta. Era una representación primitiva de la lucha entre la luz y las tinieblas, entre la vida y la muerte, que caracterizaba la religión indoirania y que el zoroastrismo conservaría.
Parece que la cultura bactro-margiana hubiera sido más bien indoaria. También contenía un substrato cultural no indoeuropeo difícil de concretar, como lo prueba el mismo hecho de la construcción de los templos: los verdaderos indoiranios prefirieron mucho tiempo los santuarios al aire libre.
Siguiendo la unificación de los imperios Persa y Medo en 550 a. C., Ciro II y más tarde su hijo Cambises II redujeron el poder de los magi. En 522 a. C., los magi se rebelaron y reclamaron el trono a través de una persona. El usurpador, pretendiendo ser el hijo menor de Ciro, Esmerdis, llegó al poder poco después.
El pseudo-Esmerdis (de nombre real Gaumata), gobernó durante siete meses, antes de ser destronado por Darío I en 521 a. C. Los magi, aunque perseguidos, continuaron existiendo, y un año tras la muerte del pseudo-Esmerdis, un segundo pseudo-Esmerdis (de nombre Vahyazdāta) intentó un golpe de Estado, que fracasó.
La cuestión de si Ciro II era zoroastrista está sujeta a debate. En cualquier caso le influenció hasta el punto de no imponer una religión en Persia y permitir a los judíos cautivos volver a Canaán cuando los persas tomaron Babilonia en 539 a. C. Se desconoce si Darío I, aunque ciertamente devoto de Ahura Mazda, era un seguidor de las enseñanzas de Zoroastro.
Darío I y sus sucesores mostraron su devoción a Ahura Mazda en inscripciones, permitiendo a las religiones coexistir. Fue durante el período aqueménida cuando el zoroastrismo adquirió peso, y varios textos zoroastristas (que hoy son parte del compendio del Avesta) son atribuidos a este período, aunque probablemente en esta época permanecían en forma de relato oral.
En los últimos momentos de esta dinastía, comienzan a integrarse divinidades y conceptos divinos de las religiones protoindoiranias entre los seguidores del zoroastrismo, hasta establecerse un culto a ellos en el calendario religioso. Sin embargo, dichos elementos son ajenos a la religión del zoroastrismo.
Casi nada se sabe del estatus del zoroastrismo bajo los imperios seléucida y parto, que gobernaron Persia tras la invasión de Alejandro Magno en 330 a. C.
Una forma de zoroastrismo fue aparentemente la religión principal en la Armenia precristiana, o al menos fue prominente allí. Los persas hicieron intentos de promover la religión allí.
Con anterioridad al siglo XI, el zoroastrismo había llegado al norte de China a través de la Ruta de la Seda, obteniendo estatus oficial en algunas zonas de China. Ruinas de templos zoroastristas han sido encontradas en Kaifeng y Zhenjiang, y según algunos intelectuales permanecieron hasta 1130. En cualquier caso, la influencia del zoroastrismo puede apreciarse en el budismo, especialmente en el simbolismo de la luz.[cita requerida]
La religión que sucedió al zoroastrismo en Persia estuvo marcadamente influida por este. Los sacerdotes iranios nunca lograron derribar las enseñanzas de Zoroastro, pero resucitaron la antigua adoración de Mitra, y el mitraísmo se difundió a lo largo y a lo ancho del Levante y de otras regiones mediterráneas, siendo durante cierto tiempo contemporáneo tanto del judaísmo como del cristianismo.
En el siglo VII, la dinastía sasánida fue derrocada por los árabes. Aunque algunos de los últimos gobernantes habían perseguido el culto zoroastrista, inicialmente los zoroastristas fueron incluidos como Gente del Libro y se había permitido su práctica libremente. Hubo un lento pero permanente movimiento de población en Persia hacia el islam. La nobleza y las personas de la ciudad fueron los primeros en convertirse. El islam se extendió más lentamente entre los campesinos. Muchos zoroastristas se marcharon, entre ellos varios grupos que se establecieron en la India, donde se les aceptaba. A estos se les llama parsis y son más de cien mil. En los siglos siguientes el zoroastrismo volvió gradualmente a su forma original monoteísta, sin elementos politeístas.
El número de zoroastristas se ha reducido significativamente en los últimos siglos, pero la religión continúa viva y dinámica. La mayor parte de seguidores de esta religión se encuentran en la India e Irán. También hay unos 10 000 parsis en Pakistán y unos 2500 parsis en Sri Lanka. Son una comunidad muy próspera dedicada al comercio, a la administración y a las profesiones liberales, pero su número es cada vez menor. Existe un buen número de asociaciones en varias partes del mundo.[cita requerida]
Recientemente el zoroastrismo se ha popularizado entre los kurdos, con múltiples conversiones especialmente de jóvenes kurdos normalmente desde el islam. Las razones del fenómeno responden a distintos factores como el enfrentamiento entre kurdos con grupos islamistas radicales como ISIS o un sentimiento de identificación étnica con el zoroastrismo que algunos kurdos consideran era la religión originaria de su pueblo.

## Subdivisiones
El zoroastrismo se divide en dos grandes grupos o comunidades; los parsis y los iranios quienes, a pesar de considerarse igualmente zoroastrianos, tienen algunas diferencias doctrinarias, culturales y ritualísticas. El término parsi se refiere exclusivamente a los descendientes de los primeros zoroastrianos que dejaron Irán tras la conquista islámica refugiándose en Guyarat, India. El término iraní se refiere a los que se mantuvieron en Irán, aunque en el siglo XIX grupos de zoroastrianos iranios emigraron a India ambas comunidades se mantuvieron étnicamente (aunque no religosamente) separadas. El parsismo o zoroastrismo de India está influenciado en algunas de sus prácticas, costumbres y rituales por el hinduismo, por ejemplo en las bodas. Además los parsis hablan mayormente el gujaratí, mientras los iranios hablan dari, un dialecto persa. Además los iranios admiten conversiones aunque de manera muy discreta, los parsis no. Las relaciones entre ambos grupos han sido cordiales y el matrimonio entre iranios y parsis es aceptado actualmente (aunque originalmente había oposición a esto). Antiguamente a los zoroastrianos de Irán se les conocía como gabars, nombre dado por los conquistadores musulmanes, pero el término cayó en desuso por ser peyorativo.

## Relación con otras religiones y culturas
El zoroastrismo posee una importancia única en la historia de las religiones a causa de sus enlaces o nexos entre las tradiciones occidentales de las religiones abrahámicas y las tradiciones orientales de las religiones dhármicas.
Estas se advierten en la angelología, la creencia en un estado futuro de premios y castigos, la inmortalidad del alma y el juicio final. Todo ello forma parte fundamental del esquema zoroastriano. Adicionalmente, la figura de Satanás, originalmente sirviente de Dios, asignado a Él como su fiscal, vino a asemejarse a la de Ahriman, el enemigo de Ahura Mazda (Dios), cada vez más. También, la figura del Mesías, que inicialmente era un rey futuro de Israel que salvaría a su pueblo de la opresión, evolucionó, en Isaías, por ejemplo, en un Salvador universal muy similar al Saoshyant persa (iraní). Otros puntos de comparación entre Persia (Irán) e Israel incluyen la doctrina de los milenios, el Último Juicio, el libro celestial en el que se inscriben las acciones humanas, la Resurrección, la transformación final de la tierra, el Paraíso en la tierra o en el Cielo, el Infierno, etc.
Algunos estudiosos (Boyce, 1987; Black and Rowley, 1987; Duchesne-Guillemin, 1988) creen que un buen número de elementos de la escatología, soteriología, angelología y demonología del judaísmo -una influencia clave en el cristianismo-, tienen su origen en el zoroastrismo, y fue transferida al judaísmo durante la cautividad babilónica y la era persa. Con todo, existen diferencias en los sistemas de creencias.
Según Mary Boyce, «el zoroastrismo es la más antigua de todas las religiones de credo reveladas, y ha tenido probablemente más influencia, directa o indirectamente, que cualquier otro culto individual» (Boyce, 1979, pág. 1). El zoroastrismo ha sido propuesto como la fuente de los aspectos pos-Torá más importantes del pensamiento religioso judío, que emergió durante la cautividad babilónica.
Para muchos investigadores, en el zoroastrismo se apuntan por primera vez algunos importantes conceptos para otras religiones posteriores como el de cielo vs infierno; el Día de Juicio Final o la diferencia entre ángeles y demonios, es decir, son los introductores del dualismo en el ámbito de las religiones.
Idioma: En los actos religiosos y colección de textos sagrados del Zoroastrismo se usa el Dialecto gatha o Idioma avéstico.

### Orígenes indoiraníes
Véase también: Indoiraníes y religión protoindoiraní
La religión del zoroastrismo es la más cercana a la religión védica histórica en diversos grados. [ aclaración necesaria ] Algunos historiadores creen que el zoroastrismo, junto con revoluciones filosóficas similares en el sur de Asia, fueron cadenas interconectadas de reforma contra un hilo común indoario. Muchos rasgos del zoroastrismo se remontan a la cultura y las creencias del período indoiraní prehistórico, es decir, a la época anterior a las migraciones que llevaron a que los indoarios y los iraníes se convirtieran en pueblos distintos. En consecuencia, el zoroastrismo comparte elementos con la religión védica histórica que también tiene sus orígenes en esa era. Algunos ejemplos incluyen cognados entre la palabra avéstica Ahura ("Ahura Mazda") y la palabra sánscrita védica Asura ("demonio", "semidios malvado"); así como daeva ("demonio") y deva ("dios") y ambos descienden de una religión protoindoiraní común . [ cita requerida ]
El propio zoroastrismo heredó ideas de otros sistemas de creencias y, al igual que otras religiones "practicadas", admite cierto grado de sincretismo ,  con el zoroastrismo en Sogdia , el Imperio Kushan , Armenia, China y otros lugares que incorporan prácticas y deidades locales y extranjeras.  También se han observado influencias zoroástricas en las mitologías húngara , eslava , osetia , turca y mongola , todas las cuales tienen amplios dualismos luz-oscuridad y posibles teónimos del dios del sol relacionados con Hvare-khshaeta . 

### Religiones abrahámicas
Al Zoroastrismo se le atribuye ser de las primeras religiones monoteístas o henoteístas. Hay claras similitudes y puntos en común entre el zoroastrismo, el judaísmo y el cristianismo, como: el monoteísmo, el dualismo (es decir, una noción sólida de un diablo, pero con una valoración positiva de la creación material), el simbolismo de lo divino, el cielo(s) y el infierno(s), los ángeles y los demonios, la escatología y el juicio final, una figura mesiánica y la idea de un salvador, un espíritu santo, la preocupación por la pureza ritual, una idealización de la sabiduría y la rectitud, y otras doctrinas, símbolos, prácticas y características religiosas. 
Según Mary Boyce , "Zoroastro fue el primero en enseñar las doctrinas de un juicio individual, el cielo y el infierno, la futura resurrección del cuerpo, el juicio final general y la vida eterna para el alma y el cuerpo reunidos. Estas doctrinas se convertirían en artículos de fe familiares para gran parte de la humanidad, a través de préstamos del judaísmo, el cristianismo y el islam; sin embargo, es en el propio zoroastrismo donde tienen su coherencia lógica más completa, ya que Zoroastro insistió tanto en la bondad de la creación material, y por lo tanto del cuerpo físico, como en la imparcialidad inquebrantable de la justicia divina". 
Las interacciones entre el judaísmo y el zoroastrismo dieron como resultado la transferencia de ideas religiosas entre las dos religiones y, como resultado, se cree que los judíos, durante el gobierno aqueménida, fueron influenciados por la angelología, demonología y escatología zoroástricas, así como por las ideas zoroástricas sobre la justicia compensatoria en la vida y después de la muerte.  También se postula que el alto concepto monoteísta judío de Dios se desarrolló durante y después del período del cautiverio babilónico, cuando los judíos tuvieron una exposición prolongada a las sofisticadas creencias zoroástricas. 
Además de esto, los conceptos dualistas zoroástricos han influido en las religiones de Oriente Medio, como las creencias judeocristianas, desde el período aqueménida hasta los primeros siglos de la era actual. Las ideas dualistas de la escatología judía, como la creencia en un salvador, la batalla final entre el bien y el mal, el triunfo del bien y la resurrección de los muertos, han sido influenciadas por las creencias zoroástricas. Estas ideas se transmitieron más tarde al cristianismo, a partir de textos inspirados en el zoroastriano del Antiguo Testamento. 
Según algunas fuentes, como The Jewish Encyclopedia (1906),  existen muchas similitudes entre el zoroastrismo y el judaísmo. Esto ha llevado a algunos a proponer que conceptos clave del zoroastrismo influyeron en el judaísmo. Sin embargo, otros estudiosos no están de acuerdo y consideran que la influencia social general del zoroastrismo fue mucho más limitada y que no se puede encontrar ningún vínculo en los textos judíos o cristianos. 
Los defensores de un vínculo citan similitudes entre ambos: como el dualismo (el bien y el mal, los gemelos divinos Ahura Mazda "Dios" y Angra Mainyu "Satanás"), la imagen de la deidad, la escatología , la resurrección y el juicio final , el mesianismo , la revelación de Zoroastro en una montaña con Moisés en el Monte Sinaí , los tres hijos de Fereydun con los tres hijos de Noé , el cielo y el infierno , la angelología y la demonología, la cosmología de seis días o períodos de creación y el libre albedrío , entre otros. Otros eruditos disminuyen o rechazan tales influencias,  señalando que "el zoroastrismo tiene una doctrina teísta única que combina el dualismo, el politeísmo y el panteísmo", en lugar de ser una religión monoteísta.  Otros dicen que "hay poca evidencia concreta sobre el origen preciso y el desarrollo" del zoroastrismo,  y que "el zoroastrismo no se compara con la creencia judía en la soberanía de Dios sobre toda la creación". 
Otros, como Lester L. Grabbe , han dicho que "hay un acuerdo general en que la religión y la tradición persas tuvieron su influencia en el judaísmo a lo largo de los siglos" y la "pregunta es dónde estuvo esta influencia y cuál de los desarrollos en el judaísmo se puede atribuir al lado iraní en oposición al efecto de la cultura griega u otras culturas".  Existen distinciones pero también similitudes entre la ley zoroastriana y la judía con respecto al matrimonio y la procreación.  Mientras que Mary Boyce dice que, además de las religiones abrahámicas, su influencia también se extendió al budismo del norte . 

#### islam
Los musulmanes consideran a los zoroastrianos como el « pueblo del libro ». 

### maniqueísmo
El zoroastrismo se compara a menudo con el maniqueísmo . El maniqueísmo, que en teoría es una religión iraní, se inspiró en gran medida en el zoroastrismo [ cita requerida ] debido al origen iraní de Mani, y también tenía sus raíces en creencias gnósticas anteriores de Oriente Medio . 
El maniqueísmo adoptó a muchos de los Yazatas para su propio panteón. [ cita requerida ] Gherardo Gnoli, en La enciclopedia de la religión ,  dice que "podemos afirmar que el maniqueísmo tiene sus raíces en la tradición religiosa iraní y que su relación con el mazdeísmo, o zoroastrismo, es más o menos como la del cristianismo con el judaísmo". 
Las dos religiones tienen diferencias sustanciales. 

### El Irán actual
Muchos aspectos del zoroastrismo están presentes en la cultura y las mitologías de los pueblos del Gran Irán , sobre todo porque el zoroastrismo ejerció una influencia dominante sobre los pueblos del continente cultural durante mil años. Incluso después del surgimiento del Islam y la pérdida de influencia directa, el zoroastrismo siguió siendo parte del patrimonio cultural del mundo de habla iraní , en parte como festivales y costumbres, pero también porque Ferdowsi incorporó varias de las figuras e historias del Avesta en su epopeya Shāhnāme , que es fundamental para la identidad iraní. Un ejemplo notable es la incorporación de Yazata Sraosha como ángel venerado dentro del Islam chiita en Irán. 

## Textos religiosos
- Yama libro litúrgico de los parsis
- Vispered la liturgia menor
- Vendidad sacerdotal código de los parsis
- Yashts libro de himnos
- Khordah libro de oraciones
- Totemzhki libro del cancerbero
- Vuktor libro del buen rayo
- Zoroastro y el Avesta

El zoroastrismo se formó alrededor de siglo XVI-XIII a. C. (dependiendo de las fuentes usadas) en la región noroeste de Irán (Persia) por el profeta Zoroastro (Zarathustra), cuyas enseñanzas fueron transcritas en lo que se conoce como el Avesta. Se dice que el zoroastrismo es una de las primeras religiones monoteístas del mundo, aunque se puede considerar al zoroastrismo como un henoteísmo, la creencia en la existencia de un dios principal pero que no es el único que existe. Es un término acuñado por el orientalista Max Müller (1823-1900) (del griego gen. henos, que significa uno y theós, dios). La divinidad especialmente venerada asume las cualidades de divinidad suprema. Representa un intento de unificación, bajo la adoración de un dios supremo, de las religiones politeístas comunes en aquellos tiempos y por tanto conserva rasgos de ambas corrientes (mono y politeístas). El zoroastrismo ejerció una clara influencia en otras religiones como el judaísmo, el cristianismo y el islam.
Ahura Mazda es su dios principal. Los zoroastristas veneran el fuego eterno, símbolo divino. Zaratustra predicaba un dualismo basado en la batalla entre el Bien y el Mal, la Luz y las Tinieblas. El principio de Zaratustra es que existe un espíritu Spenta Mainyu, identificado posteriormente como Ahura Mazda u Ormuz, y un espíritu malvado Angra Mainyu asimilado a Ahriman, opuestos representando el día y la noche, la vida y la muerte. Estos espíritus coexisten en cada uno de los seres vivientes.
El Avesta es la colección de textos sagrados del zoroastrismo. Aunque algunos de los textos son muy antiguos, el compendio conocido actualmente es, esencialmente, el resultado de una redacción que se cree se realizó durante el reinado de Sapor II (309-379). Sin embargo, desde entonces se han perdido partes importantes, especialmente después de la caída del Imperio persa, cuando el zoroastrismo es sustituido por el islam. La copia más antigua de los textos data de 1288.
La parte más antigua del Avesta ―el texto sagrado de los zoroástricos― está constituida por himnos, los Gatha, se considera que han sido transmitidos oralmente durante siglos antes de tomar la forma escrita y que han podido ser compuestos por el propio Zaratustra. Aparece claramente como un sacerdote. Ahura Mazda le habría dado la misión de renovar la antigua religión, confirmándose como el único dios del Bien, la encarnación de la Luz, de la Vida y de la Verdad. Zaratustra condena el culto del haoma y, entre otros, el sacrificio del Toro que es el animal más sagrado reconocido por Zaratustra; Ahura Mazda era inmortal por sí mismo, sin la práctica de los sacrificios sangrientos.
Elimina la condición divina del fuego, para hacerlo un símbolo concreto de la Luz. En lo sucesivo el fuego no se venera como un dios, sino como un aspecto principal de Ahura Mazda.
Los Gāthā hablan de las relaciones entre Ahura Mazdā y seis categorías divinas llamadas las Amesha Spenta, Inmortales Benéficos. En los primeros textos del Avesta, son clasificados como Amesha Spenta y posteriormente se personifican como arcángeles. Son:
- Vohu Manō: Buen Pensamiento.
- Asha Vahishta: Mejor Rectitud.
- Xshathra Varya: Imperio Deseable.
- Spenta Armaiti: Benéfico Pensamiento Perfecto.
- Haurvatāt: Integridad.
- Ameretāt: No-Muerte.

Muy cercano a Vohu Manō, se encuentra Spenta Mainyu, el espíritu benéfico, opuesto a Angra Mainyu, el espíritu malvado, encarnación de las tinieblas y la muerte. Más que enemigos, estos dos espíritus son gemelos.
Los Gāthā están compuestos probablemente en una época pre-aqueménida, antes del siglo VI a. C.
Durante la era aqueménida (648–330 a. C.) el zoroastrismo desarrolla los conceptos abstractos de cielo, infierno, juicio personal y juicio final, los cuales solo estaban aludidos en los Gathas.
Las otras partes del Avesta son claramente posteriores a los Gāthā. Particularmente los himnos denominados Yasht, donde se ve el resurgir del panteón que había querido eliminar Zaratustra. Son la fuente de información más importante sobre la mitología irania. A pesar de su contradicción los Gāthā y los textos del Avesta reciente son venerados de la misma forma por el zoroastrismo.
Conviene señalar que la lengua de los Gāthā es muy próxima a la del Rig Vedá, y sus lectores pueden comprenderla.

## Principales creencias
- Ahura Mazda es el comienzo y el fin, el creador de todo, el que no puede ser visto, el Eterno, el Puro y la única Verdad.
- Daena (din en persa moderno) es la Ley Eterna, cuyo orden ha sido revelado a la humanidad. Significa religión, fe, ley, e incluso dharma. Es el orden correcto del universo, el cual debe seguir la humanidad.

Es central en el zoroastrismo el énfasis en la elección moral, de la vida como batalla por acercarse o alejarse del bien. Según los Gatha, las personas son libres y seres responsables. La predestinación es rechazada. Los humanos son responsables de su situación, y deben actuar para cambiarla. La recompensa, el castigo o la felicidad, depende de cómo las personas vivan su vida. El bien transpira de aquellos que actúan correctamente, y los que actúan mal se dirigen hacia su ruina moral. La moral zoroastrista se resume en la frase buenos pensamientos, buenas palabras, buenos actos (Humata, Hukhta, Hvarshta en avéstico y Pendar-e Nik, Goftar-e Nik, Kerdar-e Nik en persa moderno).
Esperan al salvador Saosyant, cuando llegue el final de los tiempos se producirá la resurrección de todos los muertos. Las almas deberán cruzar un puente (Chivat), y serán juzgadas por sus pensamientos, palabras y actos, este juicio no es final ya que cuando el mal es eliminado, todas las almas se reúnen, por lo tanto la salvación es universal.

## Principios zoroastristas
Los preceptos principales son:
- Igualdad: igualdad de todos, al margen de diferencias de sexo, raza o religión.
- Respeto a todas las formas vivientes: Condena de la opresión del ser humano, y de la crueldad y sacrificio de animales.
- Ecologismo: la naturaleza es central en la práctica del zoroastrianismo y muchos importantes festivales son celebrados en la naturaleza: el día de año nuevo, el primer día de primavera, el festival de agua en verano, el festival de otoño al final de la estación y el festival de fuego de la mitad de invierno.
- Trabajo duro y caridad.
- Lealtad y fidelidad a la familia, la comunidad y al país.

## Otros elementos característicos
- El símbolo del fuego: la energía del creador es representada en el zoroastrismo por Adhur (el fuego) y el sol; duraderos, radiantes, puros y sostenedores de la vida. Los zoroastristas normalmente rezan frente a una forma de fuego o una fuente de luz. No se adora el fuego, sino que este es un símbolo de la divinidad.
- Proselitismo y conversión: los zoroastristas parsis no permiten la conversión de las personas ajenas a la religión. Los zoroastristas de Irán y Occidente son partidarios de la conversión, pero esto no es apoyado por el clero oficial de Bombay, en la India. Las razones de esto se especulan. Algunos eruditos aseguran que el zoroastrismo siempre ha admitido conversiones y que estas son comúnmente aceptadas entre los zoroastrianos de origen iraní en Occidente y entre los zoroastrianos de Irán, aunque estos últimos aceptan conversiones de forma muy discreta para evitar problemas con las autoridades islámicas iraníes. El rechazo a la conversión es casi exclusivo de los parsis de la India. Una teoría afirma que esto se debe a que en la India las conversiones en general son muy mal vistas y lo usual es que hindúes, musulmanes y otros grupos religiosos eviten el proselitismo para no provocar las tensiones religiosas que a lo largo de la historia ha provocado derramamientos de sangre.[8]

## Actualidad
En la actualidad afrontan una grave crisis interna, debido a la pugna entre los sacerdotes ortodoxos y los jóvenes modernistas. Aquellos insisten en la práctica funeraria de los antepasados y para ello conservan en el cerro Malabar ―el sector residencial más exclusivo de Bombay―, una construcción de piedra gris llamada la Torre del Silencio. Allí son llevados los parsis que mueren. Los cadáveres de niños, mujeres y hombres se depositan sobre losas de piedra y quedan expuestos a la voracidad de gigantescos buitres. Las aves de rapiña les arrancan la carne y en corto plazo dejan solo los huesos del esqueleto. Entonces el Sol los calcina y, tras ser semipulverizados los restos, se arrojan a un pozo habilitado en el fondo de la Torre. Desde allí, impulsados por agua corriente, llegan al mar. Los jóvenes parsis más liberales encuentran que esta ceremonia, que data de muchos siglos,[cita requerida] debería desaparecer; mientras algunos parsis más conservadores temen que con ello pueda desaparecer la religión misma.